# Margarida Fredkulla
Margarida Fredkulla, também conhecida como Margarida, a Dama da Paz ou Margarida da Suécia (em sueco:   Margareta, em norueguês:  Margret Fredskolla, em dinamarquês:  Margrete; c. 1080 — 4 de novembro de 1130) foi uma princesa da Suécia por nascimento, rainha consorte da Noruega pelo seu primeiro casamento com Magno III da Noruega, e posteriormente, rainha consorte da Dinamarca pelo seu segundo casamento com Nicolau I da Dinamarca. Ela também foi a regente da Dinamarca de facto.

## Família
Margarida foi a segunda filha e criança nascida do rei Ingo I da Suécia e de sua primeira esposa, Helena da Suécia. Seus avós paternos eram o rei Estenquilo da Suécia e Ingamonder Emundsdotter. Os nomes de seus avós maternos são desconhecidos.
Ela teve três irmãos, que eram: Cristina, primeira esposa de Mistislau I de Quieve; Ragnavaldo, pai da rainha Ingrid Ragnvaldsdotter, consorte do rei Haroldo IV da Noruega, e Catarina, esposa de Biorno Flanco de Ferro da Dinamarca.

## Biografia

### Primeiro casamento
De acordo com Snorri Sturluson, como parte de um tratado de paz entre Suécia, Noruega e Dinamarca, foi acordado o casamento entre a princesa e o rei Magno III, conhecido como "o Descalço", em um encontro em Konghelle no rio Gaut. Os dois se casaram em 1101. Portanto, Fredkulla significa a "Dama da Paz", apelido que recebeu devido ao encontro.
Margarida ficou viúva apenas alguns depois, em 24 de maio de 1103, sem ter tido filhos. Ela foi embora da Noruega, o que foi considerado um insulto pelos cidadãos que esperavam que ela permanecesse, além de ter sido acusada de roubar as relíquias de Santo Olavo.

### Segundo casamento
Em 1105, casou-se com o rei Nicolau I da Dinamarca, que era descrito como um monarca passivo, com a falta de capacidade de governança, preferindo deixar os assuntos de Estado para a esposa, de forma que ela se tornou regente do reino. Durante seu governo, o relacionamento entre a Dinamarca e Suécia foi pacífico.
A rainha Margarida cunhava as próprias moedas, uma ocorrência rara para uma consorte à época. Elas continham a inscrição: Margareta-Nicalas (Margarida-Nicolau).
A rainha morreu em 4 de novembro de 1130, e foi enterrada em Roskilde, na Dinamarca.
Após o seu falecimento, o rei Nicolau se casou com Ulvilda da Suécia, cujo primeiro marido havia sido Ingo II da Suécia, primo de Margarida.

## Descendência
De seu segundo casamento:
- Magno I da Suécia (1106 – 4 de junho de 1134), reivindicou o trono da Suécia por ser o neto do rei Ingo I. Foi marido de Riquilda da Polônia, com quem teve filhos, inclusive o rei Canuto V da Dinamarca;[1]
- Ingo Nielsen (m. 1158), possivelmente um monge na Abadia de Esrom.